# تاي كوب
تيروس ريمون (Tyrus Raymond) «تاي» كوب (بالإنجليزية: Ty Cobb) (18 من ديسمبر 1886م - 17 من يوليو 1961م)، الملقب بلقب «معشوق جورجيا» لاعب مدافع في كرة البيسبول في الدوري الرئيس الأمريكي. وُلِدَ كوب في ناروس بجورجيا. وأمضى 22 موسمًا مع فريق ديترويت تايجرز (Detroit Tigers)، وفي أخر ستة مواسم كان مديرًا ولاعبًا بالفريق في نفس الوقت وقد أنهى مسيرته مع فريق فيلادلفيا اثليتيكس (Philadelphia Athletics). وفي عام 1936م، حصد كوب أكثر الأصوات مقارنة بأي لاعب أخر في التصويت الافتتاحي للوحة المشاهير لكرة البيسبول وبلغ عدد الأصوات 222 من أصل 226 صوتًا.
كما يعود الفضل إلي كوب بشكل كبير في إحرازه 90 لقب في الدوري البيسبول الرئيس خلال حياته المهنية.وما زال كوب يحطم الأرقام القياسية حتى عام 2012، بما في ذلك أعلى متوسط متوسط ضرب (0.366 أو 0.367 اعتمادًا علي المصدر) ومعظم ألقاب الضربات السريعة التي بلغت 11 لقبًا (أو 12 اعتمادًا علي المصدر). كما احتفظ بالعديد من الأرقام القياسية الأخرى لمدة تقترب من نصف قرن أو أكثر، بما في ذلك معظم الضربات السريعة في سجله المهني حتى عام 1985 (4.189 أو 4.191 حسب المصدر) وأعلى نسبة ركض (2245 أو 2246 اعتمادًا علي المصدر) حتى عام 2001 وأعلى نسبة مشاركة في المباريات (3035) وبالنسبة للضربات التي بلغت (11429 أو 11434 اعتمادًا على المصدر) حتى 1974 والأرقام القياسية الحديثة المتعلقة بمعظم أهدافه الخاطفة التي بلغت (892) حتى عام 1977. ولا يزال يحمل الرقم القياسي العالمي في الضربة الخاطفة على ملعبه (54 مرة). تجدر الإشارة إلى أن كوب ارتكب أثناء مسيرته 271 خطًا، الأكثر على الإطلاق بالنسبة لأي مدافع في الدوري الأمريكي.
ولقد غطى تراث كوب كرياضي علي أسلوب لعبه الشرس والعدواني، والذي وصفته دار نشر ديترويت فري برس (Detroit Free Press) بأنه «جسارة تصل إلي حد الجنون».
وقد كتب كوب عن نفسه قبل وفاته بقليل «تصفني المقالات التي كتبت عني بأن سادي وقاسي وطاغية متهور، وهذا من قبل شن حرب تحت ستار الرياضة.»
وقبيل وفاته، فقد تراثه (الذي يتضمن تمويلات المنح الدراسية لسكان جورجيا، الممولة من قبل استثماراته في كوكاكولا) بريقه بسبب ادعاءات تتعلق بالعنصرية. ولكن الأسطورة كوب باعتباره بروتستانتي جنوبي يزدرى السود والكاثوليك وأي فرد لم يكن معجبًا به انتشرت على يد المحرر الرياضي ال ستامب، أول من كتب سيرة كوب، وكانت هناك شكوك تدور حول مصداقيته.

## وصلات خارجية
- تاي كوب على موقع دوري كرة القاعدة الرئيسي (الإنجليزية)
- تاي كوب على موقعبيزبول رفرنس.كوم (الدوري الرئيسي) (الإنجليزية)
- تاي كوب على موقعبيزبول رفرنس.كوم (الدوري الثانوي) (الإنجليزية)
- تاي كوب على موقع إي إس بي إن.كوم (أم.أل.بي) (الإنجليزية)
- تاي كوب على موقع مشجعي الرسوم البيانية (الإنجليزية)
- تاي كوب على موقع قاعة مشاهير كرة القاعدة (الإنجليزية)
- تاي كوب على موقع قاعة جورجيا للمشاهير الرياضية (مؤرشف) (الإنجليزية)
- تاي كوب على موقع IMDb (الإنجليزية)
- تاي كوب على موقع الموسوعة البريطانية (الإنجليزية)
- تاي كوب على موقع إن إن دي بي (الإنجليزية)
- تاي كوب على موقع ديسكوغز (الإنجليزية)
- تاي كوب على موقع قاعدة بيانات الفيلم (الإنجليزية)
- "Fast Running Got Ty Cobb to his Wedding on Time," أتلانتا جورجيان، 7 أغسطس 1908 Atlanta Historic Newspapers Archive، المكتبة الرقمية في جورجيا.